# Chōjū-giga
Le Chōjū-jinbutsu-giga (鳥獣人物戯画, « Caricatures de personnages de la faune »), ou plus communément Chōjū-giga (鳥獣戯画, lit. « Caricatures d’animaux »), est un emaki japonais du XIIe siècle appartenant au temple Kōzan-ji de Kyōto. Plusieurs théories l’ont attribué au moine Toba Sōjō, probablement de façon erronée. De nos jours, ils sont exposés dans les musées nationaux de Kyōto et de Tōkyō.
Les rouleaux s’ouvrent sur des lapins et des singes anthropomorphiques prenant un bain et se préparant pour une cérémonie, tandis qu’un singe poursuit les autres animaux avec un roseau et frappe une grenouille durant la cérémonie mouvementée. Plus loin, les animaux jouent ou font de la lutte, tandis que d’autres prennent part à des funérailles. La dernière scène montre une grenouille caricaturant Bouddha.
Les rouleaux ont été publiés ou adaptés plusieurs fois sur papier par les maisons d’édition Geijutsuhiroba, Misuzu Shobo et Shibundō.

## Historique
Apparue au Japon depuis environ le VIe siècle grâce aux échanges avec l’Empire chinois, la pratique de l’emaki se diffuse largement auprès de l’aristocratie à l’époque de Heian : il s’agit de longs rouleaux de papier narrant au lecteur une histoire au moyen de textes et de peintures. Ils servent aussi de support didactique pour la diffusion des idées bouddhistes, notamment à partir du XIIe siècle.

Détail du 1er rouleau : animaux en train de nager et de se laver.

Les deux premiers rouleaux de l’emaki du Chōjū-giga, appartenant au temple Kōzan-ji de Kyōto,, ont été créés dans la seconde moitié du XIIe siècle (époque de Heian), tandis que les deux derniers rouleaux datent de l’époque de Kamakura au XIIIe siècle. À cette époque, l’art japonais prend ses distances par rapport à l'influence chinoise qui prédomine depuis l’arrivée du bouddhisme, comme le note George B. Sansom :

« L’œuvre date de la période de déclin des Fujiwara, mais retranscrit le meilleur de l’esthétique artistique d’alors. L’artiste est un dessinateur hors pair. En effet, ses peintures d’animaux batifolant en habits de moine sont vivantes et empreintes d’humour satirique. Elles sont réellement caractéristiques de l’esprit japonais — on n’y décèle aucune influence chinoise hormis un vague héritage — et témoignent d’une émancipation par rapport à la solennité que l’on a notée précédemment dans l’art bouddhique. »

— George Bailey Sansom, Japan: A Short Cultural History.
Le Chōjū-giga a longtemps été attribué au moine peintre Toba Sōjō (鳥羽 僧正), aussi connu sous le nom de Kakuyū (覚猷), mais sans preuve suffisante bien qu'il ait réalisé une peinture similaire,. Il semble bien plutôt que l’emaki soit l’œuvre de plusieurs artistes, notamment les deux derniers qui sont ultérieurs,. De la même manière, aucune réelle explication n’a pu être fournie quant au but des peintures, qui ont aussi bien pu avoir été un divertissement pour les moines du Kōzan-ji qu’une commande de l’empereur Go-Shirakawa ou un amusement pour de riches marchands citadins.

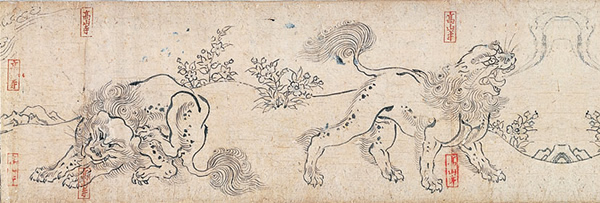
Détail du 2e rouleau : dessins de lions, l'un rugissant et l'autre se grattant le dos.

Les peintures du Chōjū-giga caricaturent les moines bouddhistes japonais à l’époque de l’artiste, les représentant par des grenouilles, des lapins et des singes. Les rouleaux se lisent de droite à gauche, tout comme de nos jours les mangas et les livres de l’archipel. D’ailleurs, ils sont parfois perçus comme le plus ancien manga de l’histoire, ainsi que l’origine de l’animation japonaise selon plusieurs réalisateurs,.
Dans l’emaki, les visages sont très expressifs et l’auteur utilise des lignes pour suggérer le mouvement, technique récurrente dans les mangas aujourd’hui. Une controverse sur le sujet est parue dans le Yomiuri Shinbun. En effet, Seiki Hosokibara désigne plutôt le Shigisan engi emaki comme premier exemple de manga et Kanta Ishida préfère traiter ces emaki comme des chefs-d’œuvre à part entière, sans réelle connexion avec les bandes dessinées contemporaines.
Les deux premiers rouleaux du Chōjū-giga sont exposés au musée national de Tōkyō et les deux derniers à celui de Kyōto ; une reproduction peut aussi être contemplée au Kōzan-ji,,. L’ensemble a été reconnu trésor national du Japon.

## Narration

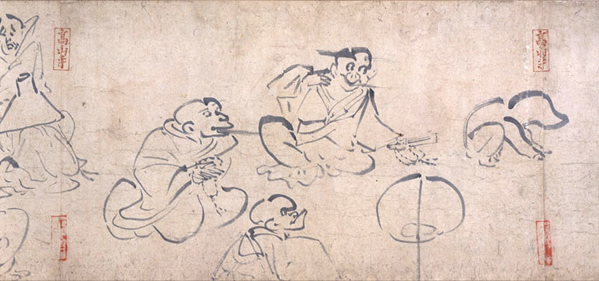
Détail du 4e rouleau : moines en train de fumer.

Le premier rouleau, le plus connu et le plus long (11 m de long pour 30 cm de haut environ),, dépeint différents animaux (grenouilles, lapins et singes) de façon anthropomorphique,,. Contrairement à la plupart des emaki, il n’y a aucun texte, seulement des peintures. Dans les premières scènes, les lapins et les singes se lavent et nagent dans un lac. Puis, au-delà des montagnes et des plaines, on voit des lapins et des grenouilles fabriquant arcs et flèches. D’autres animaux amènent ensuite des denrées et du bétail pour une fête (de nos jours non identifiée). Sur la route, le cortège rencontre un singe, peut-être un voleur, et un lapin le prend en chasse avec un bâton. De plus, une grenouille gît au sol, peut-être frappée par le voleur. Le rouleau montre finalement la célébration, avec des animaux dansant, discutant ou se battant. Dans les dernières scènes, ils assistent à des funérailles. Le second rouleau présente un bestiaire varié composé d’animaux réels ou imaginaires, le troisième inclut lui aussi des animaux anthropomorphiques ainsi que des moines s’adonnant au plaisir du jeu, et finalement, le dernier rouleau poursuit cette satire de la vie des moines.
Il est aujourd’hui difficile de relier les satires à des rituels bien précis car, d’une part, l’emaki ne contient pas de texte et, d’autre part, des études montrent que certaines parties ont été endommagées, perdues ou remaniées depuis le XIIe siècle.

## Style et composition

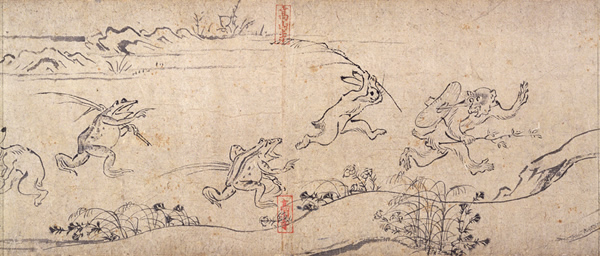
Détail du 1er rouleau : lièvres et grenouilles poursuivant un singe vagabond.

Le Chōjū-giga s’inscrit dans le style otoko-e (un mouvement du yamato-e), prisé pour les emaki à la narration continue et mouvementée. Il offre toutefois un style différent des autres rouleaux du XIIe siècle notamment puisqu'il est entièrement réalisé à l’encre (hakubyō), s’inspirant probablement des premières peintures monochromatiques bouddhistes. Le trait — l’essence des peintures ici — est exécuté de façon libre et dynamique, reposant sur les variations d’épaisseur et de niveau de gris, ; cet emaki illustre parfaitement l’importance des lignes dans l’art des emaki, Elise Grilli y voyant par exemple un « jaillissement continuel ». N’hésitant pas à caricaturer la religion, les moines corrompus et une aristocratie désuète, les rouleaux renseignent sur la conception de l’art à l’époque. Cet humour irrévérencieux est bien illustré par la scène du premier rouleau où un singe prie face à une grenouille caricaturant Bouddha.

## Publications contemporaines

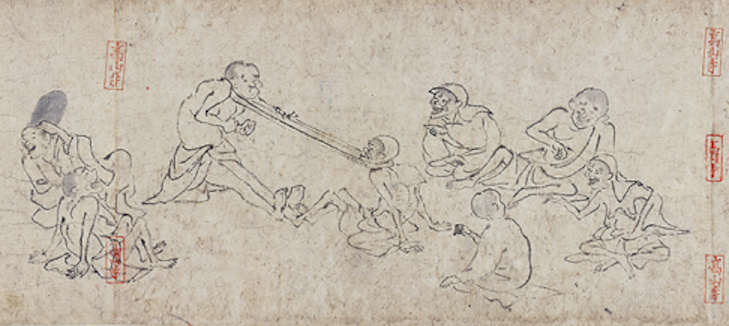
Détail du 4e rouleau : jeu physique populaire.

L’emaki a été publié par la maison d’édition Geijutsuhiroba dans quatre éditions différentes. La première compilation complète nommée Kokuhō emaki Chōjū-giga (国宝絵巻鳥獣戯画) paraît en février 2003. Le 11 octobre 2007, pour l’anniversaire du rouleau, l’éditeur publie également Bijutsu techō 2007 nen 11 gatsugō (美術手帖2007年11月号) dans une collection dédiée aux Beaux-Arts (美術手帖). L’année suivante, le 10 juin 2008, les rouleaux sont édités en taille réelle sous le titre Chōjū jinbutsu giga. Enfin, la quatrième publication par la compagnie a été réalisée pour une exposition du musée Suntory, intitulée Kokuhō "Chōjū-jinbutsu-giga emaki" no zenbō-ten (国宝『鳥獣人物戯画絵巻』の全貌展).
En marge, l’éditeur Misuzu Shobo a aussi publié une édition de luxe (shinsōbon), et un livre de Nobuo Tsuji, Chōjū-jinbutsu-giga to okoe : emaki, centré sur l’emaki, a été commercialisé en 1991 par Shibundō.

## Adaptations
L'emaki a été partiellement adapté en une courte animation par les studios Ghibli dans une publicité pour Marubeni.
Un anime nommé Sengoku Choujuu Giga s'en inspire aussi. Composé de mini-épisodes, il est sorti en 2016.

#### Rouleaux enluminés
- Liste d'emaki
- Rouleaux illustrés du Dit du Genji (le plus ancien : du XIIe siècle)
- Rouleau des maladies (XIIe siècle)
- Rouleau des êtres affamés (XIIe siècle)
- Rouleaux des légendes du mont Shigi (XIIe siècle)
- Ban dainagon ekotoba (Rouleaux enluminés du grand courtisan Tomo no Yoshio, ou Histoire de Ban dainagon) (XIIe siècle)
- Rouleaux des enfers (fin XIIe siècle)
- Roman enluminé du roman de Nezame (fin XIIe siècle)
- Chōjū-giga (Rouleaux enluminés des hommes et des animaux en folie) (XIIe – XIIIe siècle
- Rouleaux enluminés du journal intime de Murasaki Shikibu (XIIIe siècle)
- Rouleaux illustrés du Dit de Heiji (XIIIe siècle)
- Rouleaux enluminés de la procession nocturne des cent démons (entre le XVIe et le  XIXe siècle)

#### Autres articles connexes
- Art bouddhique
- Art japonais
- Bouddhisme au Japon
- Hokusai manga
- Kemono
- Konjaku monogatari shū
- Peinture japonaise